# كيفين روز
كيفين روز (بالإنجليزية Kevin Rose) (ولد في كاليفورنيا 2 فبراير 1977) عرف بنشاطه في تأسيس الأعمال الجديدة على الإنترنت، فهو المؤسس لخدمات كثيرة أشهرها خدمة ديق.

## روابط خارجية
- كيفين روز على موقع IMDb (الإنجليزية)
- كيفين روز على موقع إن إن دي بي (الإنجليزية)
- كيفين روز على موقع قاعدة بيانات الفيلم (الإنجليزية)
- كيفين روز على موقع كينوبويسك (الروسية)